# Alpiner Skiweltcup 1968/69
Die Saison 1968/69 des von der FIS veranstalteten Alpinen Skiweltcups begann am 11. Dezember 1968 in Val-d’Isère und endete am 22. März 1969 in Waterville Valley.
Die Saison 1968/69 war die erste Saison, die sich über 2 Jahre erstreckte (das jeweils erste Rennen bei Damen und Herren fand im Jahre 1968 statt.) Bei den Männern wurden 22 Rennen ausgetragen (6 Abfahrten, 7 Riesenslaloms, 9 Slaloms). Bei den Frauen waren es 20 Rennen (4 Abfahrten, 7 Riesenslaloms, 9 Slaloms). Der Wertungsmodus lautete, dass sowohl für den Gesamtweltcup nur die 3 besten Resultate von jeder Disziplin und im Disziplinen-Weltcup auch nur die 3 besten Resultate zählten; somit konnte eine Höchstpunktezahl von 225 bzw. 75 erreicht werden.
Diese Saison war ein Zwischenjahr ohne Weltmeisterschaften oder Olympische Winterspiele.

## Weltcupwertungen

### Gesamt
| Rang | Name                 | Punkte |
| ---- | -------------------- | ------ |
| 01.  | Karl Schranz         | 182    |
| 02.  | Jean-Noël Augert     | 123    |
| 03.  | Reinhard Tritscher   | 108    |
| 04.  | Alfred Matt          | 104    |
| 05.  | Alain Penz           | 098    |
| 06.  | Henri Duvillard      | 091    |
| 07.  | Heinrich Messner     | 089    |
| 08.  | Patrick Russel       | 080    |
| 09.  | Dumeng Giovanoli     | 079    |
| 10.  | Herbert Huber        | 062    |
| 11.  | Vladimir Sabich      | 058    |
| 12.  | Jean-Daniel Dätwyler | 056    |
| 13.  | Billy Kidd           | 055    |
| 13.  | Jakob Tischhauser    | 055    |
| 15.  | Jean-Pierre Augert   | 049    |
| 16.  | Edmund Bruggmann     | 047    |
| 17.  | Josef Minsch         | 044    |
| 18.  | Karl Cordin          | 041    |
| 19.  | Rudolf Sailer        | 034    |

| Rang | Name                   | Punkte |
| ---- | ---------------------- | ------ |
| 20.  | Bernard Orcel          | 032    |
| 20.  | Andreas Sprecher       | 032    |
| 22.  | Rick Chaffee           | 30     |
| 23.  | Peter Frei             | 26     |
| 24.  | Claudio De Tassis      | 20     |
| 25.  | Franz Digruber         | 19     |
| 26.  | Peter Rohr             | 17     |
| 27.  | Rune Lindström         | 16     |
| 28.  | Pier Lorenzo Clataud   | 15     |
| 28.  | Franz Vogler           | 15     |
| 30.  | Andrzej Bachleda-Curuś | 12     |
| 30.  | Guy Périllat           | 12     |
| 32.  | Gerhard Nenning        | 09     |
| 33.  | Rod Hebron             | 08     |
| 33.  | Sepp Heckelmiller      | 08     |
| 33.  | Håkon Mjøen            | 08     |
| 33.  | Kurt Schnider          | 08     |
| 37.  | Roger Rossat-Mignod    | 07     |

| Rang | Name                      | Punkte |
| ---- | ------------------------- | ------ |
| 38.  | Francisco Fernández Ochoa | 6      |
| 38.  | Kurt Huggler              | 6      |
| 38.  | Georges Mauduit           | 6      |
| 41.  | Olle Rolén                | 5      |
| 41.  | Keith Shepherd            | 5      |
| 41.  | Hans Zingre               | 5      |
| 44.  | Lasse Hamre               | 4      |
| 44.  | Gerhard Mussner           | 4      |
| 44.  | Eberhard Schmalzl         | 4      |
| 44.  | David Zwilling            | 4      |
| 48.  | Hank Kashiwa              | 3      |
| 48.  | Dennis McCoy              | 3      |
| 50.  | Jean-Louis Ambroise       | 2      |
| 50.  | Willi Lesch               | 2      |
| 50.  | Michele Stefani           | 2      |
| 53.  | Bengt-Erik Grahn          | 1      |
| 53.  | Gerry Rinaldi             | 1      |
| 53.  | Harald Rofner             | 1      |
| 53.  | Helmuth Schmalzl          | 1      |

| Rang | Name                | Punkte |
| ---- | ------------------- | ------ |
| 01.  | Gertrud Gabl        | 131    |
| 02.  | Florence Steurer    | 112    |
| 03.  | Wiltrud Drexel      | 111    |
| 04.  | Kiki Cutter         | 107    |
| 05.  | Ingrid Lafforgue    | 103    |
| 06.  | Annie Famose        | 101    |
| 07.  | Rosi Mittermaier    | 098    |
| 08.  | Michèle Jacot       | 092    |
| 09.  | Isabelle Mir        | 086    |
| 10.  | Bernadette Rauter   | 082    |
| 11.  | Marilyn Cochran     | 076    |
| 12.  | Olga Pall           | 061    |
| 13.  | Karen Budge         | 040    |
| 14.  | Françoise Macchi    | 038    |
| 15.  | Cathy Nagel         | 037    |
| 16.  | Fernande Bochatay   | 031    |
| 16.  | Annemarie Pröll     | 031    |
| 18.  | Barbara Ann Cochran | 028    |
| 19.  | Gina Hathorn        | 023    |

| Rang | Name                  | Punkte |
| ---- | --------------------- | ------ |
| 20.  | Heidi Zimmermann      | 22     |
| 21.  | Betsy Clifford        | 19     |
| 22.  | Annerösli Zryd        | 18     |
| 23.  | Monika Kaserer        | 15     |
| 24.  | Giustina Demetz       | 14     |
| 25.  | Britt Lafforgue       | 11     |
| 25.  | Erika Skinger         | 11     |
| 27.  | Glorianda Cipolla     | 10     |
| 28.  | Jutta Knobloch        | 09     |
| 29.  | Divina Galica         | 07     |
| 30.  | Judy Crawford         | 06     |
| 30.  | Burgl Färbinger       | 06     |
| 30.  | Ingeborg Jochum       | 06     |
| 33.  | Clotilde Fasolis      | 04     |
| 33.  | Julie Wolcott         | 04     |
| 35.  | Rosie Fortna          | 03     |
| 36.  | Jacqueline Rouvier    | 02     |
| 37.  | Maria Roberta Schranz | 01     |
| 37.  | Traudl Treichl        | 01     |

### Abfahrt
| Rang | Athlet               | Punkte |
| ---- | -------------------- | ------ |
| 1    | Karl Schranz         | 75     |
| 2    | Henri Duvillard      | 60     |
| 2    | Heinrich Messner     | 60     |
| 4    | Jean-Daniel Dätwyler | 56     |
| 5    | Josef Minsch         | 44     |
| 6    | Karl Cordin          | 41     |
| 7    | Rudolf Sailer        | 31     |
| 8    | Jean-Pierre Augert   | 24     |
| 9    | Alfred Matt          | 19     |
| 10   | Peter Rohr           | 17     |

| Rang | Athletin         | Punkte |
| ---- | ---------------- | ------ |
| 1    | Wiltrud Drexel   | 65     |
| 2    | Isabelle Mir     | 60     |
| 3    | Olga Pall        | 36     |
| 4    | Annie Famose     | 35     |
| 5    | Rosi Mittermaier | 20     |
| 5    | Annemarie Pröll  | 20     |
| 5    | Florence Steurer | 20     |
| 8    | Michèle Jacot    | 19     |
| 9    | Giustina Demetz  | 14     |
| 10   | Erika Skinger    | 10     |
| 10   | Annerösli Zryd   | 10     |

### Riesenslalom
| Rang | Athlet             | Punkte |
| ---- | ------------------ | ------ |
| 1    | Karl Schranz       | 70     |
| 2    | Reinhard Tritscher | 61     |
| 3    | Jean-Noël Augert   | 58     |
| 4    | Jakob Tischhauser  | 55     |
| 5    | Dumeng Giovanoli   | 48     |
| 6    | Alain Penz         | 32     |
| 7    | Heinrich Messner   | 26     |
| 7    | Bernard Orcel      | 26     |
| 9    | Henri Duvillard    | 22     |
| 10   | Jean-Pierre Augert | 20     |
| 10   | Alfred Matt        | 20     |

| Rang | Athletin          | Punkte |
| ---- | ----------------- | ------ |
| 1    | Marilyn Cochran   | 60     |
| 2    | Michèle Jacot     | 56     |
| 3    | Gertrud Gabl      | 53     |
| 4    | Florence Steurer  | 51     |
| 5    | Bernadette Rauter | 41     |
| 6    | Kiki Cutter       | 37     |
| 7    | Wiltrud Drexel    | 34     |
| 8    | Ingrid Lafforgue  | 32     |
| 9    | Karen Budge       | 31     |
| 10   | Françoise Macchi  | 30     |

### Slalom
| Rang | Athlet             | Punkte |
| ---- | ------------------ | ------ |
| 1    | Jean-Noël Augert   | 65     |
| 1    | Alfred Matt        | 65     |
| 1    | Alain Penz         | 65     |
| 1    | Patrick Russel     | 65     |
| 5    | Herbert Huber      | 60     |
| 6    | Reinhard Tritscher | 47     |
| 7    | Vladimir Sabich    | 43     |
| 8    | Billy Kidd         | 40     |
| 9    | Karl Schranz       | 37     |
| 10   | Edmund Bruggmann   | 32     |

| Rang | Athletin            | Punkte |
| ---- | ------------------- | ------ |
| 1    | Gertrud Gabl        | 75     |
| 2    | Kiki Cutter         | 70     |
| 3    | Ingrid Lafforgue    | 65     |
| 4    | Rosi Mittermaier    | 51     |
| 4    | Annie Famose        | 51     |
| 6    | Bernadette Rauter   | 41     |
| 6    | Florence Steurer    | 41     |
| 8    | Cathy Nagel         | 37     |
| 9    | Barbara Ann Cochran | 27     |
| 10   | Michèle Jacot       | 17     |

## Podestplatzierungen Herren

### Abfahrt
| Datum      | Ort                        | 1. Platz             | 2. Platz             | 3. Platz                    |
| ---------- | -------------------------- | -------------------- | -------------------- | --------------------------- |
| 11.01.1969 | Wengen (SUI)               | Karl Schranz         | Heinrich Messner     | Karl Cordin                 |
| 18.01.1969 | Kitzbühel (AUT)            | Karl Schranz         | Jean-Daniel Dätwyler | Karl Cordin Henri Duvillard |
| 24.01.1969 | Megève (FRA)               | Henri Duvillard      | Heinrich Messner     | Alfred Matt                 |
| 01.02.1969 | St. Anton am Arlberg (AUT) | Karl Schranz         | Heinrich Messner     | Franz Vogler                |
| 09.02.1969 | Cortina d’Ampezzo (ITA)    | Josef Minsch         | Jean-Pierre Augert   | Hans Peter Rohr             |
| 14.02.1969 | Gröden (ITA)               | Jean-Daniel Dätwyler | Henri Duvillard      | Rudolf Sailer               |

### Riesenslalom
| Datum      | Ort                     | 1. Platz           | 2. Platz           | 3. Platz          |
| ---------- | ----------------------- | ------------------ | ------------------ | ----------------- |
| 12.12.1968 | Val-d’Isère (FRA)       | Karl Schranz       | Bernard Orcel      | Henri Duvillard   |
| 06.01.1969 | Adelboden (SUI)         | Jean-Noël Augert   | Jean-Pierre Augert | Karl Schranz      |
| 08.02.1969 | Åre (SWE)               | Jean-Noël Augert   | Jakob Tischhauser  | Alain Penz        |
| 16.02.1969 | Kranjska Gora (YUG)     | Reinhard Tritscher | Alfred Matt        | Franz Digruber    |
| 01.03.1969 | Squaw Valley (USA)      | Reinhard Tritscher | Jakob Tischhauser  | Heinrich Messner  |
| 15.03.1969 | Mont Sainte-Anne (CAN)  | Karl Schranz       | Dumeng Giovanoli   | Jakob Tischhauser |
| 21.03.1969 | Waterville Valley (USA) | Dumeng Giovanoli   | Karl Schranz       | Jakob Tischhauser |

### Slalom
| Datum      | Ort                     | 1. Platz           | 2. Platz         | 3. Platz         |
| ---------- | ----------------------- | ------------------ | ---------------- | ---------------- |
| 03.01.1969 | Berchtesgaden (FRG)     | Alfred Matt        | Karl Schranz     | Patrick Russel   |
| 12.01.1969 | Wengen (SUI)            | Reinhard Tritscher | Vladimir Sabich  | Peter Frei       |
| 19.01.1969 | Kitzbühel (AUT)         | Patrick Russel     | Herbert Huber    | Dumeng Giovanoli |
| 26.01.1969 | Megève (FRA)            | Alain Penz         | Herbert Huber    | Vladimir Sabich  |
| 09.02.1969 | Åre (SWE)               | Patrick Russel     | Jean-Noël Augert | Alfred Matt      |
| 17.02.1969 | Kranjska Gora (YUG)     | Edmund Bruggmann   | Alain Penz       | Herbert Huber    |
| 28.02.1969 | Squaw Valley (USA)      | Billy Kidd         | Alain Penz       | Patrick Russel   |
| 16.03.1969 | Mont Sainte-Anne (CAN)  | Alfred Matt        | Jean-Noël Augert | Billy Kidd       |
| 22.03.1969 | Waterville Valley (USA) | Jean-Noël Augert   | Herbert Huber    | Patrick Russel   |

## Podestplatzierungen Damen

### Abfahrt
| Datum      | Ort                           | 1. Platz       | 2. Platz                     | 3. Platz       |
| ---------- | ----------------------------- | -------------- | ---------------------------- | -------------- |
| 10.01.1969 | Grindelwald (SUI)             | Wiltrud Drexel | Rosi Mittermaier             | Isabelle Mir   |
| 15.01.1969 | Schruns (AUT)                 | Wiltrud Drexel | Florence Steurer             | Annie Famose   |
| 25.01.1969 | Saint-Gervais-les-Bains (FRA) | Isabelle Mir   | Annemarie Pröll Annie Famose |                |
| 31.01.1969 | St. Anton am Arlberg (AUT)    | Olga Pall      | Isabelle Mir                 | Wiltrud Drexel |

### Riesenslalom
| Datum      | Ort                     | 1. Platz          | 2. Platz                    | 3. Platz          |
| ---------- | ----------------------- | ----------------- | --------------------------- | ----------------- |
| 11.12.1968 | Val-d’Isère (FRA)       | Françoise Macchi  | Rosi Mittermaier            | Annie Famose      |
| 03.01.1969 | Oberstaufen (FRG)       | Kiki Cutter       | Gertrud Gabl Olga Pall      |                   |
| 09.02.1969 | Sterzing (ITA)          | Michèle Jacot     | Marilyn Cochran             | Ingrid Lafforgue  |
| 17.02.1969 | Vysoké Tatry (TCH)      | Gertrud Gabl      | Marilyn Cochran             | Florence Steurer  |
| 01.03.1969 | Squaw Valley (USA)      | Florence Steurer  | Marilyn Cochran             | Bernadette Rauter |
| 14.03.1969 | Mont Sainte-Anne (CAN)  | Michèle Jacot     | Marilyn Cochran             | Wiltrud Drexel    |
| 20.03.1969 | Waterville Valley (USA) | Bernadette Rauter | Karen Budge Marilyn Cochran |                   |

### Slalom
| Datum      | Ort                           | 1. Platz          | 2. Platz         | 3. Platz         |
| ---------- | ----------------------------- | ----------------- | ---------------- | ---------------- |
| 04.01.1969 | Oberstaufen (FRG)             | Gertrud Gabl      | Judy Nagel       | Marilyn Cochran  |
| 07.01.1969 | Grindelwald (SUI)             | Gertrud Gabl      | Annie Famose     | Kiki Cutter      |
| 16.01.1969 | Schruns (AUT)                 | Rosi Mittermaier  | Gertrud Gabl     | Kiki Cutter      |
| 23.01.1969 | Saint-Gervais-les-Bains (FRA) | Ingrid Lafforgue  | Annie Famose     | Judy Nagel       |
| 08.02.1969 | Sterzing (ITA)                | Judy Nagel        | Cathy Nagel      | Florence Steurer |
| 16.02.1969 | Vysoké Tatry (TCH)            | Gertrud Gabl      | Kiki Cutter      | Ingrid Lafforgue |
| 28.02.1969 | Squaw Valley (USA)            | Bernadette Rauter | Ingrid Lafforgue | Judy Nagel       |
| 15.03.1969 | Mont Sainte-Anne (CAN)        | Kiki Cutter       | Ingrid Lafforgue | Florence Steurer |
| 22.03.1969 | Waterville Valley (USA)       | Kiki Cutter       | Rosi Mittermaier | Judy Nagel       |

## Nationencup
| Rang | Land                   | Punkte |
| ---- | ---------------------- | ------ |
| 1    | Österreich             | 1121   |
| 2    | Frankreich             | 1044   |
| 3    | Vereinigte Staaten     | 455    |
| 4    | Schweiz                | 424    |
| 5    | BR Deutschland         | 130    |
| 6    | Italien                | 75     |
| 7    | Kanada                 | 39     |
| 8    | Vereinigtes Königreich | 30     |
| 9    | Schweden               | 22     |
| 10   | Norwegen               | 12     |
| 10   | Polen                  | 12     |
| 12   | Spanien                | 6      |

| Rang | Land               | Punkte |
| ---- | ------------------ | ------ |
| 1    | Österreich         | 653    |
| 2    | Frankreich         | 500    |
| 3    | Schweiz            | 375    |
| 4    | Vereinigte Staaten | 149    |
| 5    | Italien            | 46     |
| 6    | BR Deutschland     | 25     |
| 7    | Schweden           | 22     |
| 8    | Kanada             | 14     |
| 9    | Norwegen           | 12     |
| 9    | Polen              | 12     |
| 11   | Spanien            | 6      |

| Rang | Land                   | Punkte |
| ---- | ---------------------- | ------ |
| 1    | Frankreich             | 544    |
| 2    | Österreich             | 468    |
| 3    | Vereinigte Staaten     | 306    |
| 4    | BR Deutschland         | 105    |
| 5    | Schweiz                | 49     |
| 6    | Vereinigtes Königreich | 30     |
| 7    | Italien                | 29     |
| 8    | Kanada                 | 25     |

## Saisonstatistik der Podestplätze
Angegeben werden die Anzahl Podestplätze je Land und Disziplin sowie die Gesamtanzahl.

### Damen
| Land | Land | 1. | 2. | 3. | Total |
| ---- | ---- | -- | -- | -- | ----- |
| 1    | AUT  | 9  | 4  | 3  | 16    |
| 2    | FRA  | 6  | 7  | 8  | 21    |
| 3    | USA  | 4  | 9  | 6  | 19    |
| 4    | FRG  | 1  | 3  | –  | 04    |

| Land | Land | 1. | 2. | 3. |
| ---- | ---- | -- | -- | -- |
| 1    | AUT  | 3  | 1  | 1  |
| 2    | FRA  | 1  | 3  | 2  |
| 3    | FRG  | –  | 1  | –  |

| Land | Land | 1. | 2. | 3. |
| ---- | ---- | -- | -- | -- |
| 1    | FRA  | 4  | –  | 3  |
| 2    | AUT  | 2  | 2  | 2  |
| 3    | USA  | 1  | 6  | –  |
| 4    | FRG  | –  | 1  | –  |

| Land | Land | 1. | 2. | 3. |
| ---- | ---- | -- | -- | -- |
| 1    | AUT  | 4  | 1  | –  |
| 2    | USA  | 3  | 3  | 6  |
| 3    | FRA  | 1  | 4  | 3  |
| 4    | FRG  | 1  | 1  | –  |

### Herren
| Land | Land | 1. | 2. | 3. | Total |
| ---- | ---- | -- | -- | -- | ----- |
| 1    | AUT  | 10 | 9  | 9  | 28    |
| 2    | FRA  | 07 | 8  | 6  | 21    |
| 3    | SUI  | 04 | 4  | 5  | 13    |
| 4    | USA  | 01 | 1  | 2  | 04    |
| 5    | FRG  | 0– | –  | 1  | 01    |

| Land | Land | 1. | 2. | 3. |
| ---- | ---- | -- | -- | -- |
| 1    | AUT  | 3  | 3  | 4  |
| 2    | SUI  | 2  | 1  | 1  |
| 3    | FRA  | 1  | 2  | 1  |
| 4    | FRG  | –  | –  | 1  |

| Land | Land | 1. | 2. | 3. |
| ---- | ---- | -- | -- | -- |
| 1    | AUT  | 4  | 2  | 3  |
| 2    | FRA  | 2  | 2  | 2  |
| 3    | SUI  | 1  | 3  | 2  |

| Land | Land | 1. | 2. | 3. |
| ---- | ---- | -- | -- | -- |
| 1    | FRA  | 4  | 4  | 3  |
| 2    | AUT  | 3  | 4  | 2  |
| 3    | USA  | 1  | 1  | 2  |
| 4    | SUI  | 1  | –  | 2  |

## Saisonverlauf

### Der FIS-Amateur
Die bereits zum Artikel Alpiner Skiweltcup 1968 unter dem Titel „Nachspiele zu Killy und Schranz“ erwähnten Entscheidungen sollten mehrere bisherige Unklarheiten beseitigen. Was den „Fall Schranz“ betraf, entschied das „Council“, dass „in Zukunft nur mehr dann Wiederholungsläufe zuzulassen und gültig zu bewerten sind, wenn ein ‚physischer Kontakt‘ mit einem Hund, Zuschauer oder Funktionär stattgefunden hat“.
Es war zwar wegen Killy nicht derart schwer gewesen, seine Amateureigenschaft zu bestätigen, da der dreifache Olympiasieger schon Monate zuvor seinen Rücktritt offiziell bekanntgegeben hatte. Man hatte dabei auf dessen Ehrenwort verwiesen, wonach er für die Exklusivbilder mit den drei umgehängten Goldmedaillen und der mit seinem Namen gezeichneten Geschichte seines Lebens in der Illustrierten „Paris-Match“ keine finanzielle Abgeltung erhalten habe. Es galt aber, auch für die Zukunft Abgrenzungen zu schaffen.
In Sachen der Amateurfrage, was auch für die Zukunft ein immer wieder, vor allem in den Sitzungen aller damit befassten Verbände aufflammendes Thema war, hatte das „Council“ jedoch keine Berechtigung zur Formulierung einer neuen Regel, weshalb die im Artikel 8 der „Internationalen Wettkampfordnung“ enthaltene Qualifikationsregel durch einen Zusatz in einem wesentlichen Punkt aufgehoben wurde. Demnach blieben die Punkte a), b) und c) dieses Artikels („Läufer/innen durften kein Startgeld fordern, nicht in einem Rennen mit Geldpreisen starten und vor allem auch Verbot, Namen, Erfolge, Medaillen oder Titel in irgendeiner Form zu Reklame- oder Verkaufszwecken zu verwenden, sei es gegen oder ohne Bezahlung“) zwar unangefochten, aber der letzte Punkt wurde mit einem Zusatz ausgestattet, der den Wortlauf hatte: „Es sei denn, die FIS habe sie auf Grund einer schriftlichen Erlaubnis ihres nationalen Verbandes hierzu in Abweichung zu diesem Paragrafen ermächtigt“.
In diesem Zusammenhang wurde beschlossen, „die gesamte Qualifikationsregel im Verlauf des FIS-Kongresses 1969 in Barcelona zu revidieren und Gespräche mit dem Internationalen Olympischen Comité im Hinblick auf eine Neufassung der olympischen Amateurregeln fortzusetzen“. Da jedoch, worauf auch FIS-Präsident Marc Hodler aufmerksam machte, bei den Winterspielen 1972 in Sapporo nach wie vor die IOC-Amateurbestimmungen befolgt werden müssen, war mit dem Innsbrucker Beschluss eine Zweiteilung der Amateure erfolgt – jene, die frei von Bindungen mit der Industrie blieben und für Olympia teilnahmeberechtigt waren und die nun neu geschaffene „Spezies“, der es unter den erwähnten Bedingungen erlaubt war, Verträge für verkaufsfördernde Zwecke abzuschließen und die überall einschließlich Weltmeisterschaften startberechtigt war, mit Ausnahme Olympischer Spiele.
Diese neuen Beschlüsse sorgten jedenfalls postwendend bei allen Verbänden für Aufregung, weil keiner derselben gewillt war, allen Antragstellern im Hinblick auf das „Olympiaverbot“ diese Genehmigungen zu erteilen. Es war sogar zu befürchten, dass das IOC wegen dieser neuen Situation die Existenz Olympischer Winterspiele in Frage stellen würde, wofür ohnehin schon seit langem im Kreise einiger IOC-Mitglieder eine solche Tendenz zu erkennen gewesen war. Marc Hodler begründete die Beschlüsse damit, dass die FIS diese Entscheidungen treffen musste, um „den Läufern, die bis zu 10 Monate im Jahr dem Skisport opfern, die Möglichkeit zu bieten, diese Zeit in offener Weise durch einen materiellen Ersatz abzugelten“.
In einer Fernsehdiskussion im ZDF im Januar wurde erneut die gesamte Problematik diskutiert, wobei der Journalist Horst Vetten die Meinung vertrat, dass ein neuer olympischer Status erst von neuen, jüngeren Köpfen im IOC erwartet werden dürfe – außerdem wurde betont, dass bei dessen aktuellem Präsidenten Avery Brundage eine grundsätzliche Aversion gegenüber alpinem Skirennsport im Olympiaprogramm bestehe. Es stand sogar die Frage im Raum, ob nicht die Gesamtheit der Winterspiele gefährdet sei, doch sprach sich das IOC-Exekutivkomitee bei seiner Sitzung in Lausanne für eine Beibehaltung aus.

### Ausgangslage der großen Skinationen vor der Saison
Als „kleiner Paukenschlag“ wurde der Sieg der USA-Vertretung im „Parallelländerkampf“ gegen Frankreich (6. bis 8. Dezember) in Aspen gewertet, der Frankreich (erstmals ohne Killy) eine knappe Gesamtniederlage und „einzelne Schockresultate“ brachte. Zum Sieg trugen wesentlich die Damen des US-Verbandes bei, so dass es zu einem 11:9-Punktesieg kam. (Im Einzelnen siegten bei den Herren im als ersten Bewerb ausgetragenen Riesenslalom die US-Herren mit 4:1 und die Französinnen 3:2; im Slalom gab es je ein 4:1 der französischen Herren und der US-Damen. Für jeden Einzelsieg hatte es einen Punkt gegeben.). Es hieß jedoch auch, dass „Parallelbewerbe“ nicht mit den sonst üblichen vergleichbar seien.
Bundesrepublik Deutschland: Es war für alle Sportverbände eine „harte Welle“ angesagt, es ging nicht mehr allein darum, die Leistungspositionen nach deutschen Maßstäben zu suchen, sondern nach internationalen wie beispielsweise bei den Franzosen, wo es nicht mehr zählte, französischer Meister zu sein; zur internationalen Elite zu gehören, war alles. Kritisiert wurde auch, dass der Schulsport und die Sportmöglichkeiten für in der ersten Berufsausbildung stehende junge Menschen arg danieder lagen, was auch daran lag, dass der deutsche Sport in den Parlamenten zu schwach vertreten war. Ein erster Schritt wurde mit der Ernennung des DSV-Geschäftsführers Ekkehart Ulmrich zum Sportdirektor getan, um den Hochleistungssport in neue Bahnen zu lenken. Es war erkannt worden, dass die vielen ehrenamtlichen Mitarbeiter den Anforderungen bei der Organisation des heutigen Hochleistungssports nicht mehr gerecht werden konnten, es musste schnellstens ein Stab hauptamtlicher Personen aufgestellt werden. Der neue Sportdirektor sah seine Hauptaufgabe auf die Olympischen Winterspiele 1972 ausgerichtet. Auf Grund der Devise für die nahe Zukunft, die Nationalmannschaften minimal klein zu halten (nur der Einsatz der Mittel sollte maximal sein), verringerte der Verband sein A-Team auf sechs Herren (Alfred Hagn, Willi Lesch, Gerhard Prinzing, Rudi Schalber, Hans-Jörg Schlager, Franz Vogler) und vier Damen (Burgl Färbinger, Rosi Mittermaier, Traudl Walz; der vierte Namen wurde von der Zeitungsquelle weggelassen, es ist anzunehmen, dass es sich um Traudl Treichl handelt); es sollte der im B-Kader aufscheinende Nachwuchs zum Zug kommen; in diese „Zweitklassigkeit“ waren auch Margret Hafen und Christa Hintermaier abgerutscht.
Schweiz: Im Kader hatte es, bis auf den Rücktritt der Abfahrtsspezialistin Madeleine Wuilloud (es hieß, sie sei „Opfer ihrer Nerven gewesen und habe nie ganz das geleistet, was man von ihr erwarten durfte“), keine bedeutenden Änderungen gegeben. Ziel des Alpinchefs Peter Baumgartner war es, bei den Spitzenleuten eine bessere Leistungskonstanz herauszubringen, was mit einer ausgedehnteren Saisonplanung verwirklicht werden sollte. Den durch die Medaillen und ehrenvollen Klassierungen in Grenoble verliehenen Auftrieb galt es nun auszunützen. Das Trainingsprogramm war jedoch gegenüber dem Vorwinter reduziert, was nicht nur daran lag, dass für eine Zwischensaison die finanziellen Mittel eingeschränkt sind, sondern weil festgestellt worden war, dass die Aktiven zu früh ihre Hochform erreicht hatten. Den Beweis hatten in Chamrousse jene geliefert, die durch Verletzungen und andere Gründe später in Form gekommen waren und nun mit drei Medaillen den Schweizer Skisport „gerettet“ hatten. Es war durch einen Lausanner Zahnarzt eine neue Motivationsmethode gegenüber diesen drei Medaillengewinnern angewandt worden, indem er vorerst direkten Einfluss auf seine Schützlinge genommen und ihnen später ein Tonband übergeben hatte, auf dem er auf indirekte Weise den Leuten Mut zusprach. Eine negative Überraschung gab es aber doch noch, als Willy Favre den technischen Leiter des SSV in einem Brief wissen ließ, dass er sich in Zukunft seinen beiden Geschäften und seiner Familie widmen wolle, und er bringe die Zeit für ein geregeltes Training nicht mehr auf.
Frankreich: Es gab nicht nur durch das Karriereende von vor allem Killy und den Goitschel-Schwestern (dazu auch Lacroix, Stamos, Jauffret und Alain Blanchard – sie alle bildeten das Rückgrat des bislang „stärksten französischen Teams aller Zeiten“) Veränderungen, auch Honoré Bonnet hatte sich nach Pra-Loup, wenige Kilometer von seinem Geburtsort Jausiers entfernt, zurückgezogen. An seine Stelle waren Rene Sulpice und Jean Béranger als neue Leiter des Männer- bzw. Frauenteams getreten. Die beiden waren schon seit 2 Wintern von Bonnet zum selbständigen Handeln herangebildet worden, und es wurde davon ausgegangen, dass sie die von ihrem Chef eingeschlagene Linie fortsetzen würden. Die Zukunft des Herrenteams sah mit den vielen Talenten erfolgversprechend aus, es konnte aber nicht erwartet werden, dass jemand davon schon morgen die souveräne Rolle von Killy übernehmen könne – und die klar führende Rolle sollte nicht mehr gegeben sein. Kurz vor Saisonbeginn wurde noch bekannt, dass Georges Mauduit, dessen Verletzung (Schnittwunden am Bein nach einem Sturz beim Training in Val-d’Isère) noch immer nicht ganz ausgeheilt war, vorerst fehlen werde. Bei den Damen wurde ein recht offener Kampf erwartet, da es auch in anderen Nationen bedeutende Abgänge (vor allem Nancy Greene) gegeben hatte.
Allgemein für Irritation sorgte aber plötzlich der für das gesamte französische Sportwesen zuständige Oberst Marceau Crespin, der trotz der von Honoré Bonnet getroffenen Bestimmung zweier unabhängiger Cheftrainer bei den Damen und Herren einen „obersten, auch für den nordischen Rennsport und die Entwicklung des Skischulwesens zuständigen Ski-Chef“, den Lothringer Major a. D. Jean Minster, benannte, der vor allem aber von jeglicher Materie keine Ahnung hatte. Bei der (sehr stürmisch verlaufenen) Verbandssitzung am 4. Juli hatte der Verbandschef der „Fédération française de ski“, Maurice Martel, durchgesetzt, dass Minster nur für drei Monate provisorisch benannt werde und er sich in die Belange der alpinen Nationalmannschaft (und auch bei den Skispringern) nicht einmischen sollte. Guy Périllat galt auch bereits als zurückgetreten, doch kehrte er noch Ende November, wie es hieß, „als letzter Mohikaner der ‚goldenen‘ 50er-Jahre an die Quelle seines Ruhms zurück“. Da er seine Profipläne wohl aus Unrentabilität nicht hatte verwirklichen können oder wollen, anderseits dank der neuen Amateur-Bestimmungen der FIS (mit Einwilligung des Verbandes) viel mehr verdienen konnte, hatte er (vorerst heimlich) noch vor Ende des Sommers das Training wieder aufgenommen.
Der italienische Verbandspräsident Ing. Fabio Conci hatte bei der Jahreshauptversammlung am 1./2. Juni in Cesenatico den französischen Abfahrtsolympiasieger von 1960, Jean Vuarnet, als neuen Herren-Cheftrainer bekanntgegeben, jedoch vorerst jeden Kontakt der Presse mit dem „Neuen“ untersagt („Vuarnet würde im Juli nach Südtirol kommen, um die zukünftigen ‚Untergebenen‘ kennenzulernen“). Letztlich war man erstaunt, dass all jene Fahrer im Team verblieben waren, von denen es geheißen hatte, dass sie „nicht mehr fahren, vor allem aber nicht mehr kämpfen und ‚leiden‘ könnten“. Kurios war der Umstand, dass Vuarnet, der seine Schützlinge nur oberflächlich kannte, lange nicht zu den Trainings erschien, sondern diese von „Männern aus der zweiten Reihe“, dies nach den von einigen Verbandsfunktionären ausgegebenen Richtlinien, gecoacht wurden. Der Franzose traf dann doch termingerecht ein, doch hatte er zuvor einen Vortragszyklus in Kanada absolviert. Dass Karl Senoner (Carlo Senoner) endgültig aufgehört hatte, war bekannt, und es war kein Geheimnis, dass Hermann Nogler sich Richtung Schwedischer Verband bewegte. Statt des von Vuarnet favorisierten und (wie es hieß, aus familiären Gründen) beim französischen Verband verbliebenen Gaston Perrot avancierte der bisherige B-Trainer Bernard Favre zum Chef der Damenmannschaft (ein Sextett), die „als stark“ präsentiert wurde; vorerst fehlte Giustina Demetz, deren Eintritt in die Saison erst für Grindelwald avisiert wurde. Die Stimmung im Verband war angesichts dessen, dass sich FISI-Präsident Fabio Conci amtsmüde zeigte und auch Ivo Mahlknecht und Clotilde Fasolis Trainingsverletzungen erlitten hatten, gedrückt.
Bei der US-Ski-Association stand der dort seit 1961 amtierende „Head Coach“ Bob Beattie in der Kritik. Die Mannschaft war bei den Olympischen Spielen trotz seiner optimistischen Ankündigungen („Wir hatten noch nie ein so starkes Team, wir werden die Europäer erstmals im Medaillenkampf bedrängen“; dazu seine als verfehlte Strategie verurteilten Maßnahmen, das Damenteam über Nacht umzukrempeln – Einsatz der Teenager Kiki Cutter und Jody Nagel) leer ausgegangen. Ihm wurden unter anderem auch die zu engen Beziehungen zur Ski-Industrie vorgeworfen. Andererseits hatte der Verband aber ihm seine starke Position in der FIS und im internationalen Rennsport zu verdanken, die bis dahin nur den großen Skinationen aus dem Alpengebiet reserviert schien, ihm war es gelungen, seit Jahren die besten Europäer zu den Rennen auf die nordamerikanischen Pisten herzubringen. Die wenigen Rücktritte (Jimmy Heuga bzw. Sandy Shellworth und Suzy Chaffee) wurden als nicht derart ins Gewicht fallend bezeichnet, da diese ohnehin nicht mehr ihr Potential auszuschöpfen vermochten. Zwar blieb der Coach für ein weiteres Jahr, er versprach auch, dass die USA in zehn Jahren Skination Nr. eins sein werde (für den kommenden Winter waren dort 109 FIS-Rennen geplant), doch kündigte er für Frühjahr 1969 seinen Rücktritt an. Das überraschende Resultat des als „Alpine Holiday Classic“ (und in Erinnerung an den „Figaro“-Reporter Jacques Cissey) auch als „Memorial Jacques Cissey“ bezeichneten Länderkampfes in Aspen beeinflusste die Entscheidung des US-Verbandes, der Mike Lafferty, Jere Elliot und Dennis McCoy bzw. Erica Skinger und Ann Black mit in die Mannschaft nahm.
Der österreichische Skiverband, bei dem der Kitzbüheler Fritz Huber seine Funktion als Herrentrainer zurückgelegt hatte und zum zweiten Mal zum Deutschen Skiverband gewechselt war, gab am 18. November seine Kader bekannt; nebst dem Karriereende von Egon Zimmermann und Christl Haas (sie wurde jedoch als Trainerin bei den Damen gewonnen; es wurde dies anlässlich der Trainingsperiode am Kitzsteinhorn damit tituliert, dass sie die „Mutterrolle“ übernommen habe) hatte auch Elfi Untermoser aus gesundheitlichen Gründen aufgehört – und dieselben Gründe waren auch maßgeblich, dass Hugo Nindl und Liesl Pall (diese litt nach dem Autounfall im April in den USA an Gleichgewichtsstörungen und anhaltenden Kopfschmerzen) pausieren mussten.
Ein nicht unwichtiges Ereignis war die Eröffnung des Bundessportheimes Kitzsteinhorn am 14. Dezember, womit es möglich wurde, das ganze Jahr in Österreich zu trainieren. Noch am Wochenende 21./22. Dezember 1968 fanden in Lienz die „Tiroler Meisterschaften“ statt, für die das gesamte österreichische Team Startverpflichtung hatte. In den Abfahrten siegten Karl Cordin vor Karl Schranz und Reinhard Tritscher bzw. Olga Pall vor Wiltrud Drexl und Jutta Knobloch, anderntags im Slalom Reinhard Tritscher vor Alfred Matt und Sepp Loidl bzw. Gertrud Gabl vor Wiltrud Drexl und (der zu diesem Zeitpunkt noch weitgehend  unbekannten) Annemarie Pröll, deren Platzierung als „sensationell“ kommentiert wurde. Schon am 25. Juli hatte Rennsportleiter Franz Hoppichler die Namen der von ihm gewählten elf Trainer (für Damen und Herren) bekanntgegeben. Aus einer Meldung vom 16. Dezember 1968 (Titel: „ÖSV erreichte 100.000 Mitglieder“ in «Welt und Sport» (Montagausgabe der Volkszeitung Kärnten) Nr. 1093, Seite 4, POS. Kasten rechts oben) ging hervor, dass der Verband „die 100.000-Marke bei der Mitgliederzahl erreicht habe“.

### Weltcupentscheidungen
Die beiden Gesamtweltcupsieger Karl Schranz und Gertrud Gabl kamen aus derselben Gemeinde, nämlich St. Anton am Arlberg. Während Schranz schon mit seinem Sieg im Riesenslalom von Mont Sainte-Anne am 15. März als Gesamtsieger feststand, war es bei Gabl erst der Riesenslalom von Waterville Valley am 20. März 1969, bei dem sie sich mit Rang 6 keine weiteren Punkte «dazu verdienen» konnte (im Slalom hatte sie ohnehin schon das Maximum), aber für Florence Steurer brachte Rang 4 nur 11 Punkte; sie hätte aber auch wegen ihrer Streichpunkte hie und dann im Slalom voll punkten müssen, um die Chance zu wahren. Hervorstechend waren bei Gabl die beiden Siege in Vysoké Tatry – nach ihrem dortigen Slalomsieg konnte sie im doppelten Sinn keine Punkte mehr im Slalom dazu gewinnen: einerseits weil sie bereits ihr Maximum erreicht hatte, andererseits weil sie tatsächlich durch Ausfälle oder Disqualifikation in den noch folgenden drei Slaloms punktelos blieb, was den Konkurrentinnen eine Teilchance einräumte.
Vielleicht im Rückblick gesehen nicht von Bedeutung, aber zum aktuellen Zeitpunkt 14. März, war auch die nach langem Hin und Her letztlich durchgeführte Disqualifikation der auf Platz 2 klassierten Ingrid Lafforgue beim Riesenslalom in Mont Sainte-Anne ein Streitthema, denn Gabl (in diesem Rennen gestürzt) führte zu diesem Zeitpunkt mit (den auch als Endstand ausgewiesenen) 131 Punkten vor Drexel (107), Steurer (105), Lafforgue (103), Famose (101) und Cutter (97); Lafforgue fiel unter Wegrechnung von Streichpunkten um 33 Zähler um. Vor dem abschließenden Slalom in Waterville Valley war es klar, dass es eine österreichische Gesamtsiegerin geben werde bzw. ein österreichischer Doppelsieg möglich sein würde, denn Wiltrud Drexel (107 Punkte) hätte bei einem Sieg auf 132 Zähler kommen können. Obwohl die bisherigen Saisonleistungen der Vorarlbergerin im Slalom mit bislang acht Punkten (Rang 5 in Squaw Valley) nicht überragend gewesen waren, machte sie im ersten Lauf (wo sie nur 0,30 s hinter der führenden Cutter lag) die Angelegenheit tatsächlich spannend, doch letztlich fiel sie noch auf Rang 7 zurück, wofür sie mit vier Punkten belohnt wurde.

Herren:
- Schranz sicherte sich den Abfahrtsweltcup, ohne in den letzten Rennen (Cortina d’Ampezzo) und dann am 14. Februar 1969 in Gröden teilzunehmen (er verzichtete wegen des bereits erreichten Punktemaximums und konzentrierte sich auf die kommenden Rennen in Kranjska Gora). Dass es so kam, verdankte er Jean-Daniel Dätwyler, der mit seinem Sieg den zu diesem Zeitpunkt noch chancenreich gewesenen Henri Duvillard und Josef Minsch die Möglichkeit nahm, noch zu ihm aufzuschließen.[31]
- Im Riesenslalom brachte erst der letzte Lauf am 21. März in Waterville Valley Schranz den Erfolg. Schranz hatte zwar nach dem ersten Durchgang geführt, und Rang 2 war für den Gesamtsieg ausreichend; nachdem Reinhard Tritscher durch seinen Beinbruch ausgefallen war, hätten noch Jean-Noël Augert und Jakob Tischhauser sich die «kleine Kugel» sichern können.
- Eine Kuriosität gab es im Disziplinen-Weltcup des Herrenslaloms, in dem gleich vier Läufer den ersten Platz belegten. Eine Differenzierung nach Streichresultaten war damals noch nicht im Reglement verankert, denn ansonsten wäre Patrick Russel mit 41 Punkten deutlich vor Alain Penz (14) und Alfred Matt (12) (bei einer Reihung des nächstbesten Resultats wäre Matt auf Rang 2 vor Penz) gelegen.

Damen:
- Der Abfahrtsweltcup ging erst im letzten Rennen (31. Januar in St. Anton am Arlberg) an Wiltrud Drexel; Isabelle Mir hätte mit einem Sieg nur mehr aufschließen können, doch das verhinderte Drexels Teamkollegin, die Olympiasiegerin Olga Pall
- Marilyn Cochran wurde ohne Sieg, aber mit Beständigkeit (5 zweite Plätze), Gewinnerin des Riesenslalom-Weltcups. Sie musste aber bis zum letzten Rennen (20. März in Waterville Valley) zittern, denn der zweifachen Saisonsiegerin Michèle Jacot hätte Rang 4 genügt, um sie um einen Punkt zu überholen
- Slalom: Bis auf die durch ihre Verletzung unglücklich ausgeschiedene Annie Famose hatte praktisch jede der übrigen Läuferinnen in den letzten drei Slaloms die allerdings nur durch ebenfalls drei zu verwirklichende Siege die Chance, die von Gertrud Gabl erreichten 75 Punkte zu egalisieren; Rosi Mittermaier hätte sogar „nur“ zwei Siege benötigt, denn sie hatte bereits einen verzeichnet gehabt.

### Ereignisse
- Die Schweizer Damen blieben ohne Podestplatzierung.
- Der Riesenslalom der Herren zum Saisonbeginn (Val-d’Isère), bei dem die Austragung der beiden Durchgänge für zwei Tage (12./13. Dezember) geplant war, wurde nur am 12. Dezember 1968 gefahren.[32] Erik Schinegger fehlte; er hatte sich beim Training in Bad Kleinkirchheim einen Schlüsselbeinbruch und eine Seitenwirbelverletzung zugezogen.[33] Außerdem fehlten noch die Teams aus den USA und Kanada, welche erst Ende Dezember nach Europa reisten; es gab in Österreich keine TV-Übertragungen, das Radio brachte nur in seinen Standardsendungen Berichte[34][35].
- Bei der Lauberhorn-Abfahrt am 11. Januar 1969 gab es erstmals für Österreich einen Dreifachsieg. Ein solcher konnte auch am 16. Februar beim Riesenslalom in Kranjska Gora erzielt werden.
- Aus dem Saisongeschehen geht ebenfalls hervor, dass es bei den Herrenrennen erneut zu einer Terminüberschneidung kam, als in Åre am 7./8. Februar der Riesenslalom[36][37] und am 9. Februar der Slalom, und zugleich am 9. Februar auch in Cortina d’Ampezzo eine Abfahrt gefahren wurden.[38]
- Eine Panne mit der Zeitnehmung hatte es bereits am 18. Januar 1969 bei der Hahnenkamm-Abfahrt gegeben, als bei der Zieldurchfahrt von Karl Schranz die Uhr weiterlief, wobei als „Operator“ dieser Anlage einer Schweizer Firma der damals noch nicht bekannte Joseph Blatter fungierte.[39]
- Wiltrud Drexel verhinderte in der Schrunser Abfahrt einen dreifachen französischen Erfolg, wobei die erst 15-jährige Annemarie Pröll mit Startnummer 70 auf Rang 13 wahrgenommen wurde.[40][41]
- Ihren ersten Sieg in einem Weltcuprennen feierte (ebenfalls in Schruns) die 18-jährige Rosi Mittermaier am 16. Januar 1969.
- Eine Sensation gab es am 25. Januar in der Abfahrt in Saint-Gervais-les-Bains, als Annemarie Pröll mit Startnummer 67 (ex aequo mit Annie Famose) auf Rang 2 kam (um 0,21 s hinter Siegerin Isabelle Mir).[42]
- Die Resultate der Schweizer Damen bei den genannten Rennen in Saint-Gervais-les-Bains (Annerösli Zryd auf Rang 13 im Slalom und Fernande Schmid-Bochatay auf Rang 24 in der Abfahrt) mussten unter dem Eindruck des Schockes von Sportinia gesehen werden, wo am 17. Januar die 20-jährige Silvia Sutter in der Nonstop-Abfahrt mit einer Lärche kollidiert und verstorben war.[43][44]
- Der Start der Herrenabfahrt in Megève (24. Januar) wurde vorerst wegen eines Temperatursturzes, die Strecke hatte sich in eine Eisbahn verwandelt und es wurde gesalzen, um eine Stunde auf 12 Uhr verschoben und hernach nochmals um je eine halbe Stunde. Wenngleich vorerst Heini Messner mit Nr. 2 geführt hatte, deutete Alfred Matt (Nr. 27) als letztlich Dritter an, dass die höheren Startnummern große Chancen hatten. So kam es, dass mit Nummer 30 als der damals höchsten Startnummer, mit der eine Herren-Weltcupabfahrt gewonnen wurde, Henri Duvillard triumphierte. Bislang hatte es nur Siege mit Nummern aus der ersten Startgruppe, also 1 bis 15, gegeben. Mit Nr. 39 übertraf am 16. Januar 1971 Walter Tresch in St. Moritz diese Marke.[45]
- Der Damen-Riesenslalom in Mont Sainte-Anne brachte nicht nur viel Streitigkeiten hinsichtlich des Gesamtweltcups, sondern ein Ungenügen seitens der Organisatoren, die Schwierigkeiten in der Bedienung der elektronischen Zeitmessanlage und auch der Auswertung der Flaggenwarte-Protokolle hatten, so dass verspätet noch Disqualifikationen ausgesprochen wurden (u. a. von Annerösli Zryd und Erica Skinger). Die Schweizer Mannschaft musste eine sehr schwere Niederlage einstecken, denn mit exakt 6 s Rückstand schien Hedi Schillig als einzige auf Rang 28 auf.
- Im Herren-Riesenslalom kam der damals unbekannte Claudio de Tassis im ersten Lauf bei schon ramponierter Piste mit Start-Nr. 39 noch auf Rang 2 hinter dem bereits führenden Schranz, am Ende wurde es für den Italiener der fünfte Endrang. Quellenhinweise sowohl zu den nachträglichen Disqualifikationen als auch zum gegenständlichen Beitrag siehe bitte unter „Mit 30 Jahren: Karl Schranz Weltcupsieger“.
- Zu den abschließenden Rennen, die als „nordamerikanische Meisterschaften“ bezeichnet und als Andenken an den sportlichen Senator Robert F. Kennedy gewidmet wurden, gab es Meldungen von 80 Herren und 57 Damen aus 13 Nationen. Diese Rennen hatten aber, auch auf Grund ihrer kurzen Laufzeiten, eher Showcharakter. Im Herrenslalom in Waterville Valley hatte sogar Heini Messner mit Nr. 29 mit 0,09 s vor Augert geführt, im zweiten Lauf fuhr Russel Bestzeit, Messner fiel im Gesamtklassement auf Rang 10 (1,60 s Rückstand) zurück. Im Herrenriesenslalom war Schranz in 1:14,40 vor Alain Penz (+ 0,08 s) vorangelegen, im zweiten Lauf musste er dem nach seinem Beinbruch noch nicht von der Strecke gebrachten Matt ausweichen. Während Herbert Huber und Heini Messner von einer Laufwiederholung Gebrauch machten, verzichtete der Arlberger darauf. Unerfreulich waren in Waterville Valley die Resultate der allerdings nur drei Schweizer Damen: Im Slalom kam Annerösli Zryd (dank vieler Disqualifikationen) noch auf Rang 13 (Rückstand 2,81 s), im Riesenslalom war es erneut Zryd – dazu kam noch Francine Morez mit den Rängen 21 und 35 (2,37 und 4,30 s Rückstand – die dritte SSV-Läuferin war Hedi Schilling mit Rang 26 im Slalom und Ausscheiden im „Riesen“)[46][47]

### Verletzungen, Erkrankungen
- Zur Saisonhälfte erlitt Annie Famose als Führende der Weltcupwertung am 30. Januar 1969 beim Training in St. Anton am Arlberg einen Beinbruch und einen Achillessehnenriss.[48]
- Die Herrenrennen in Megève (24./26. Januar) gingen ohne Karl Schranz in Szene, der erkrankt war.[49][50]
- Am 15. März beim Riesenslalom in Mont Sainte-Anne zog sich der nach dem ersten Lauf auf Rang 5 liegende Reinhard Tritscher bei einem Sturz im 2. Lauf – wie sich bei einer Untersuchung in der Innsbrucker Universitätsklinik herausstellte – einen Unterschenkeldrehbuch im rechten Bein zu. Er hatte zu diesem Zeitpunkt noch die Chance, den Riesenslalom- und auch Slalom-Weltcup zu gewinnen und im Gesamtweltcup auf Rang 2 vorzustoßen[25][51].
- Alfred Matt, nach Lauf 1 mit 1,29 s Rückstand auf Laufsieger Schranz auf dem 10. Platz klassiert, kam im zweiten Durchgang des Riesenslaloms in Waterville Valley zu Sturz und brach sich das rechte Schienbein.[52][53]

### Rücktritte
- Mit Fernande Bochatay[54] und Guy Périllat gab es zum Saisonende zwei Rücktritte prominenter Rennläufer.
- Ingeborg Jochum teilte ihrem Landesverband «Vorarlberger Skiläufer» brieflich ihren endgültigen Rücktritt mit.[55]

### FIS-Weltranglisten
Bereits am 31. Oktober gab es eine Rangliste, in der jedoch zurückgetretene Läufer (Jean-Claude Killy als im Slalom und Riesenslalom und Nancy Greene als in allen Disziplinen Führende, weiters Marielle Goitschel und Christl Haas) enthalten waren:
Herren:

Abfahrt:

Gerhard Nenning vor Killy, Bernard Orcel, Karl Schranz, Jean-Daniel Dätwyler; weiters Rang 9 Bill Kidd, Rang 10 Gerald Mussner.

Riesenslalom:

Killy vor Edmund Bruggmann, Herbert Huber; weiters: Rang 10 Karl Schranz, Rang 11 Rick Chaffee.

Slalom:

Killy vor Alfred Matt, Reinhard Tritscher; weiters Rang 5 Dumeng Giovanoli, Rang 6 Bill Kidd, Rang 10 Håkon Mjøen; Rang 12 Schranz.
Damen:

Abfahrt:

Greene, Olga Pall, Isabelle Mir, Christl Haas; weiters Rang 7 Marielle Goitschel; Rang 8 Burgl Färbinger; Rang 9 Davina Galica; Rang 11 Annerösli Zryd.

Riesenslalom:

Greene, Fernande Bochatay, Florence Steurer, Gertrud Gabl; weiters Rang 6 Marielle Goitschel; Rang 7 Marilyn Cochran; Rang 10 Färbinger; Rang 12 Galica

Slalom:

Greene, Marielle Goitschel, Gabl; weiters Rang 5 Kiki Cutter; Rang 7 Fernande Bochatay; Rang 9 Gina Hathorn; Rang 12 Färbinger; Rang 14 Rosi Mittermaier
Am 25. Februar wurde eine aktualisierte Liste herausgegeben, in der zwar Killy fehlte, aber weiterhin die zurückgetretenen Damen aufschienen.
Herren:

Abfahrt:

Gerhard Nenning, Henri Duvillard, Karl Schranz, Heinrich Messner, Jean-Daniel Dätwyler.

Riesenslalom:

Jean-Noël Augert, Edmund Bruggmann, Reinhard Tritscher, Herbert Huber, Jean-Pierre Augert, Gerhard Nenning, Karl Schranz.

Slalom:

Alfred Matt, Patrick Russel, Alain Penz, Reinhard Tritscher, Herbert Huber, Dumeng Giovanoli.
Damen:

Abfahrt:

Nancy Greene, Olga Pall, Isabelle Mir, Christl Haas, Wiltrud Drexel, Annie Famose.

Riesenslalom:

Nancy Greene, Florence Steurer, Gertrud Gabl, Fernande Bochatay, Marilyn Cochran, Olga Pall.

Slalom:

Nancy Greene, Gertrud Gabl, Marielle Goitschel, Kiki Cutter, Ingrid Lafforgue, Florence Steurer.

## Wichtige Rennen außerhalb des Weltcups
Es gab auch Rennen mit bekannten Siegern außerhalb des Weltcups bzw. vor allem die nicht zum Weltcup zählenden Slaloms bei den Kandahar-Rennen:
- In Val-d’Isère, wo es auch Weltcuprennen gab, wurden außerdem Bewerbe außerhalb dieses Weltcups ausgetragen. Am 13. Dezember hätte allerdings ein Herrenslalom gefahren werden sollen, stattdessen gab es ein Training für die am 15. Dezember stattfindende Abfahrt (wie die Abfahrt wäre auch der Slalom kein Weltcupbewerb gewesen).[59] Am 14. Dezember gab es einen Damenslalom, bei dem Wiltrud Drexel vor Bernadette Rauter und Burgl Färbinger siegreich war, womit Drexel vor Rauter und Rosi Mittermaier die Kombination gewann.[60] Bei der Abfahrt am 15. Dezember siegte Henri Duvillard mit Start-Nr. 31 vor Bernard Orcel und Josef Minsch[61]
- In Berchtesgaden gab es am 4. Januar noch einen nur in einem Lauf gefahrenen Herren-Riesenslalom: Sieger Kurt Schnider vor Jean-Pierre Augert und Reinhard Tritscher[62]
- Die Damenrennen in Oberstaufen brachten auch eine Kombinationswertung um den «Staufen-Pokal» mit Sieg von Gabl vor Cutter und Ingrid Lafforgue[63]
- Am 8. Januar gab es bei den SDS-Rennen in Grindelwald einen Riesenslalom, der mit einem ex-aequo-Sieg von Gertrud Gabl und Florence Steurer endete (die Drittplatzierte Ingeborg Jochum lag nur 0,03 s zurück)[64]
- Die Lauberhornkombination (11./12. Januar) ging an Messner vor J.-P. Augert und Tritscher[65], jene eine Woche danach am Hahnenkamm an Guy Périllat vor Herbert Huber und Alfred Matt.[66] Auch in Megève (24. und 26. Januar) gab es eine Kombinationswertung: diese ging an Alain Penz vor Henri Duvillard und Reinhard Tritscher (siehe bitte Fußnote zu „Weltcupentscheidungen“ mit dem Wortlauf AZ|«Verlieren die Österreicher die Nerven»|Datum=1969-01-28|12)
- Auch in Sterzing bei den Damen bzw. in Åre bei den Herren wurden Kombinationswertungen vorgenommen, wobei Michèle Jacot vor Ingrid Lafforgue und Judy Nagel bzw. J.N. Augert vor Lindström (SWE) und Herbert Huber gewannen[67]
- Henri Bréchu gewann am 12. Januar den Slalom in Morzine.[68]
- Die Kombination des „19. Coupe Emile Allais“ von Megève (24./26. Januar) wurde von Alain Penz vor Henri Duvillard und Reinhard Tritscher gewonnen.[69]
- In Mauerbach bei Wien wurde ein Nacht-Parallelslalom vor 10.000 Besuchern ausgetragen. Es siegten Herbert Huber und Christl Ditfurth.[70][71]
- Beim „Kandahar“ in St. Anton gab es nur für die Kombination zählende Slaloms: Am 1. Februar gewann Gertrud Gabl vor Florence Steurer und Isabelle Mir (womit Gabl auch vor Mir und Steurer „Kandahar“-Siegerin wurde).[72] Einen Tag später gab es einen fast totalen österreichischen Triumph (bei allerdings nicht starker ausländischer Beteiligung; gerade einmal zwei Nicht-Österreicher in den ersten Zehn) mit Sieg von Alfred Matt vor Reinhard Tritscher und Herbert Huber; damit ging der Kombinationssieg an Schranz vor Matt und Heinrich Messner.[73]
- Der SSV trug seine Meisterschaften in Villars aus, wobei bei den Herren die Titelhalter des Vorjahres erneut siegreich waren: Zum Auftakt am 21. Februar gewann Jean-Daniel Dätwyler die Abfahrt vor Jos Minsch und Hans-Peter Rohr, der Riesenslalom am 21. Februar ging an Dumeng Giovanoli vor Edmund Bruggmann und Kurt Schnider – Giovanoli gewann auch Slalom und Kombination. Bei den Damen gab es einige Überraschungen, beginnend mit Vreni Inäbnit als Abfahrtsmeisterin vor Annerösli Zryd und Michele Rubli und Catherine Cuche im Slalom. Nur Fernande Schmid-Bochatays Siege im Riesenslalom (vor Zryd und Edith Sprecher) und Kombination entsprachen der „Papierform“.[74] Die ÖSV-Meisterschaften liefen ab 20. Februar in Kaprun, wo allerdings Karl Schranz für die Abfahrt und Heini Messner für alle Bewerbe absagten. Gertrud Gabl wurde vorerst Slalommeisterin vor Annemarie Pröll und Bernadette Rauter. Die Abfahrten wurden von Karl Cordin vor Digruber und David Zwilling bzw. Olga Pall vor Wiltrud Drexel und Dora Storm gewonnen, wobei das erstmalige Auftreten von Erik Schinegger (Nr. 65., Rang 17) gegen die österreichische Herrenelite vermerkt wurde. Die Damen beendeten am 22. Februar mit dem Riesenslalom (Sieg für Heidi Zimmermann vor Pröll und Rauter) und der damit verbundenen Kombination (Pröll vor Rauter und Zimmermann) die Meisterschaften, bei den Herren wurde Alfred Matt vor Reinhard Tritscher und Kurt Berthold Riesenslalomsieger. Zum Abschluss überraschte der Tiroler Gerhard Riml im Slalom, den er vor Matt und Werner Bleiner gewann; die Kombination ging an Matt vor Riml und Josef Loidl.[75][76][77][78]
- Zum letzten Mal wurde der 1965 installierte «Alpencup», diesmal in Val-d’Isère, ausgetragen. Durch eine Verzögerung begann er erst am 27. März mit den Slaloms (Siege von Alain Penz bzw. Bernadette Rauter).[79][80] Am nächsten Tag gab es den Damen-Riesenslalom (Sieg von Michèle Jacot), während jener der Herren mit dem ersten Lauf gestartet und erst am 29. März abgeschlossen wurde. Ein noch unbeschriebenes Blatt, der Südtiroler Gustav Thöni, siegte; es war dies einer der größten Erfolge für Italiens Herren seit Jahren. Die Gesamtwertung ging an Frankreich vor Österreich und das mannschaftlich starke italienische Team. Im Rahmen dieses Alpencups wurde Karl Schranz am Abend des 28. März mit dem Skieur d’Or ausgezeichnet. Er kündigte dabei an, dass «er noch nicht am Ende seiner Karriere» sei.[81][82][83]
- Für die Damen gab es in Mont Sainte-Anne auch eine Kombinationswertung, die von Kiki Cutter vor Florence Steurer und Bernadette Rauter gewonnen wurde. Quellenhinweis siehe bitte: „Mit 30 Jahren: Karl Schranz Weltcupsieger“.